# Sobocisko
Sobocisko (deutsch Zottwitz) ist ein Dorf in Niederschlesien. Der Ort liegt in der Gmina Oława im Powiat Oławski in der polnischen Woiwodschaft Niederschlesien.

## Geographie

### Geographische Lage
Das Angerdorf Sobocisko liegt sechs Kilometer westlich des Gemeindesitzes und der Kreisstadt Oława (Ohlau) und rund 25 Kilometer südöstlich der Woiwodschaftshauptstadt Breslau. Der Ort liegt in der Nizina Śląska (Schlesische Tiefebene) innerhalb der Równina Wrocławska (Breslauer Ebene).

### Nachbarorte
Nachbarorte von Sobocisko sind im Westen Jarosławice (Jerasselwitz), im Nordosten Lizawice (Leisewitz) und im Südosten Zabardowice (Seiffersdorf).

## Geschichte

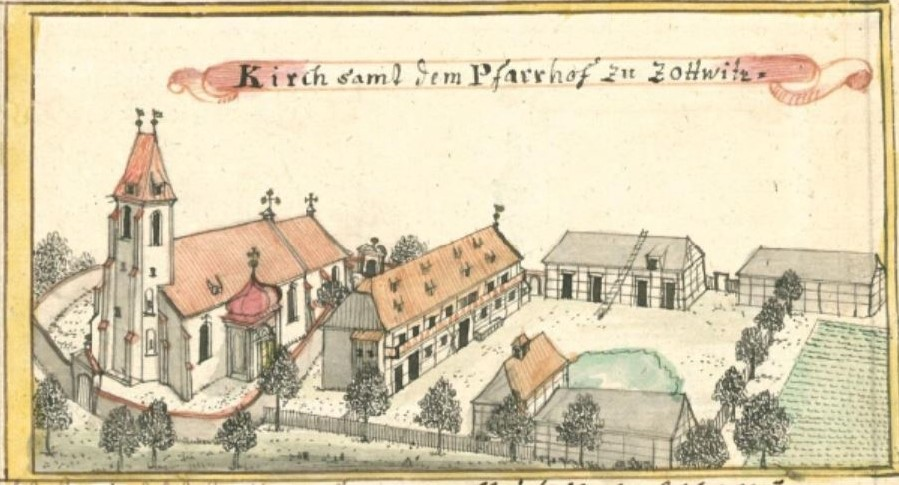
Maria-Himmelfahrt-Kirche mit Pfarrhof – Zeichnung aus der Mitte des 18. Jahrhunderts

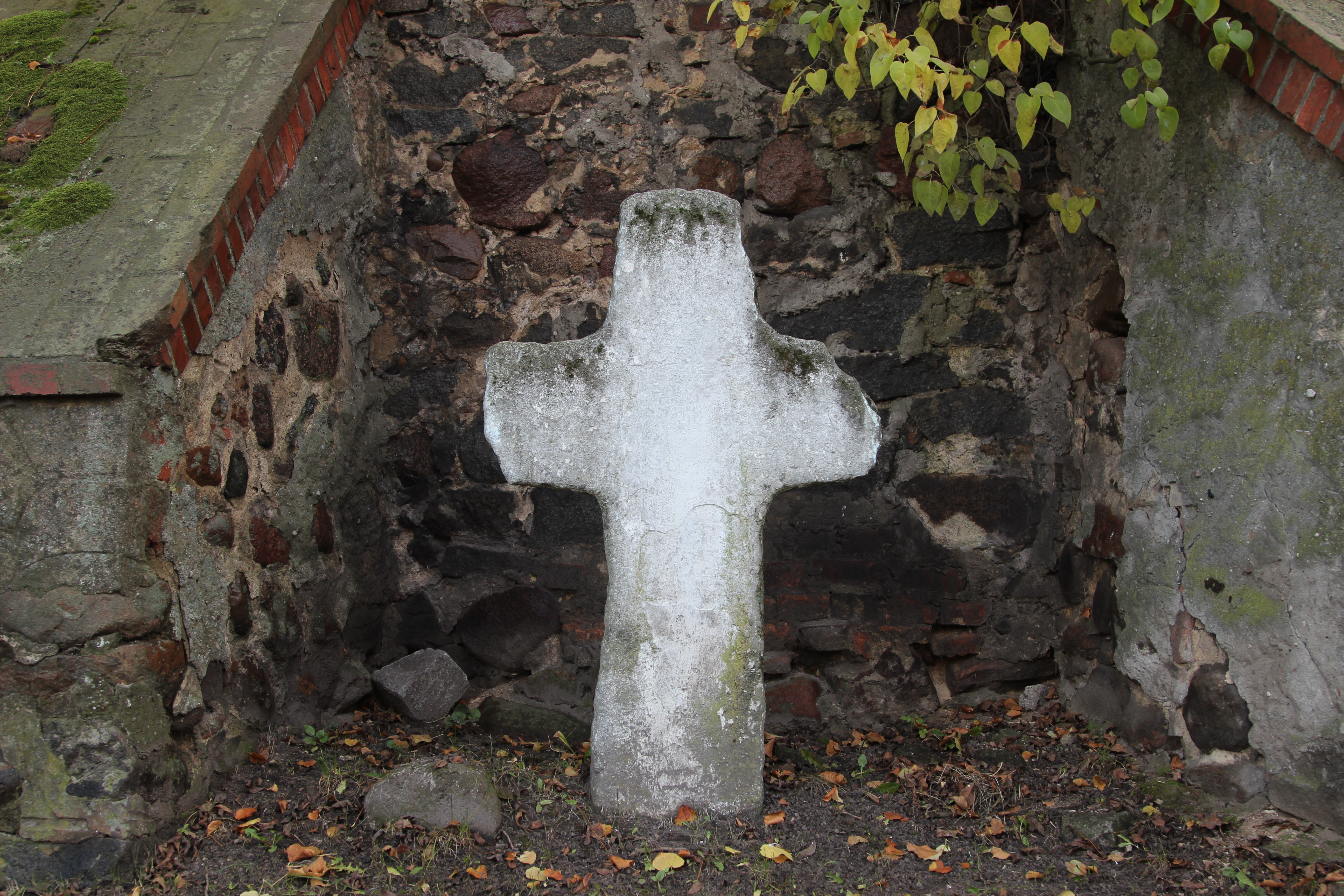
Sühnekreuz an der Pfarrkirche

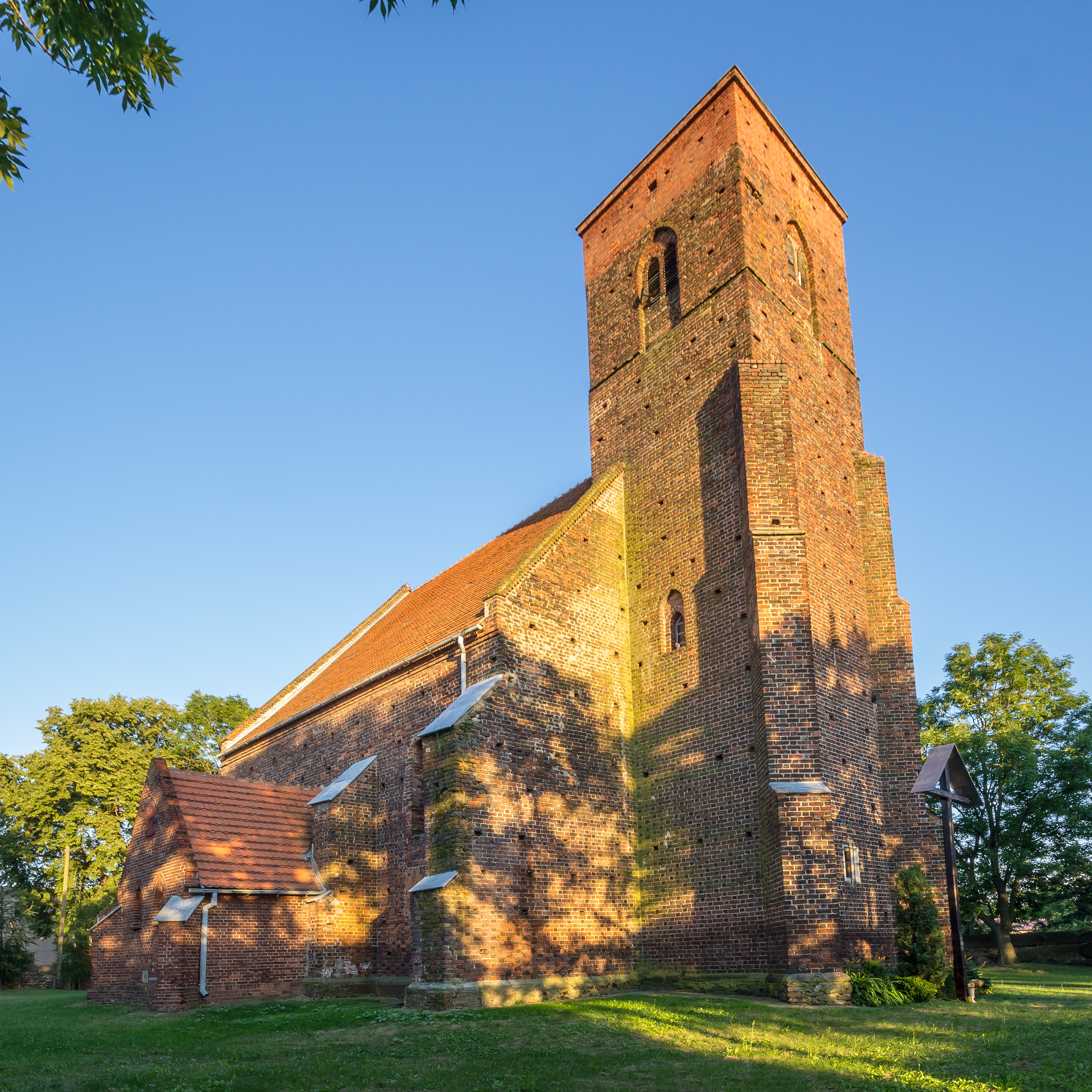
Pfarrkirche St. Maria Himmelfahrt

Das Dorf wurde 1149 erstmals als Sobocisse erwähnt. 1193 erfolgte eine Erwähnung als Sobotiste. 1258 wurde das Dorf nach deutschem Rechts ausgesetzt und als Soboczicz erwähnt. Für das Jahr 1394 ist der Ortsname Czobczicz überliefert.
Nach dem Ersten Schlesischen Krieg 1742 fiel Zottwitz zusammen mit dem größten Teil Schlesiens an Preußen. 1783 bestanden im Ort eine katholische Kirche, ein Pfarr- und ein Schulhaus, 20 Bauernstellen, 54 andere Häuser sowie 435 Einwohner.
Nach der Neugliederung Preußens gehörte die Landgemeinde Zottwitz ab 1815 zur Provinz Schlesien und war ab 1816 dem Landkreis Ohlau eingegliedert. 1874 wurde der Amtsbezirk Seiffersdorf gegründet, welcher die Landgemeinden Leisewitz, Mellenau, Seiffersdorf und Zottwitz und den Gutsbezirk Seiffersdorf umfasste. 1885 zählte der Ort 965 Einwohner.
1933 zählte Zottwitz 1039, 1939 wiederum 1030 Einwohner. Bis 1945 befand sich der Ort im Landkreis Ohlau.
Als Folge des Zweiten Weltkriegs fiel Zottwitz wie fast ganz Schlesien 1945 an Polen, wurde in Sobocisko umbenannt und der Woiwodschaft Breslau angegliedert. Die deutsche Bevölkerung wurde, soweit sie nicht vorher geflohen war, weitgehend vertrieben. Die neu angesiedelten Bewohner waren zum Teil Heimatvertriebene aus Ostpolen. 1999 kam der Ort zum Powiat Oławski in der Woiwodschaft Niederschlesien. 2000 zählte das Dorf 467 Einwohner.

## Sehenswürdigkeiten
- Die römisch-katholische Pfarrkirche St. Maria Himmelfahrt (poln. Kościół Wniebowzięcia NMP) wurde 1303 erstmals erwähnt. Die gotische Saalkirche wurde im 14. Jahrhundert errichtet und im 16. Jahrhundert erweitert. Im Dreißigjährigen Krieg zerstört, wurde der Kirchenbau 1678 wieder aufgebaut.  Bis 1708 erfolgte ein Umbau im barocken Stil. Im Frühjahr 1945 wurde die Kirche bei Kampfhandlungen im Dorf teilweise zerstört und zwischen 1956 und 1961 wieder aufgebaut. Die Innenausstattung stammt größtenteils aus dem 18. Jahrhundert. Umgeben ist die Kirche von einer steinernen Mauer[6]
- Sühnekreuze

## Vereine
- Fußballverein LKS Czarni Sobocisko
- Freiwillige Feuerwehr OSP Sobocisko

## Söhne und Töchter des Ortes
- Paul Manseck (1879–?), deutscher Seminarlehrer und Politiker (Zentrum)
- Peter Effenberger (* 1943), deutscher Fußballspieler